# ماتیو بوزتو
ماتیو بوزتو (فرانسوی: Mathieu Bozzetto‎؛ زادهٔ ۱۶ نوامبر ۱۹۷۳) اسنوبردسوار اهل فرانسه بود.